# Pöllau
Pöllau osztrák mezőváros Stájerország Hartberg-fürstenfeldi járásában. 2019 januárjában 6014 lakosa volt.

## Elhelyezkedése

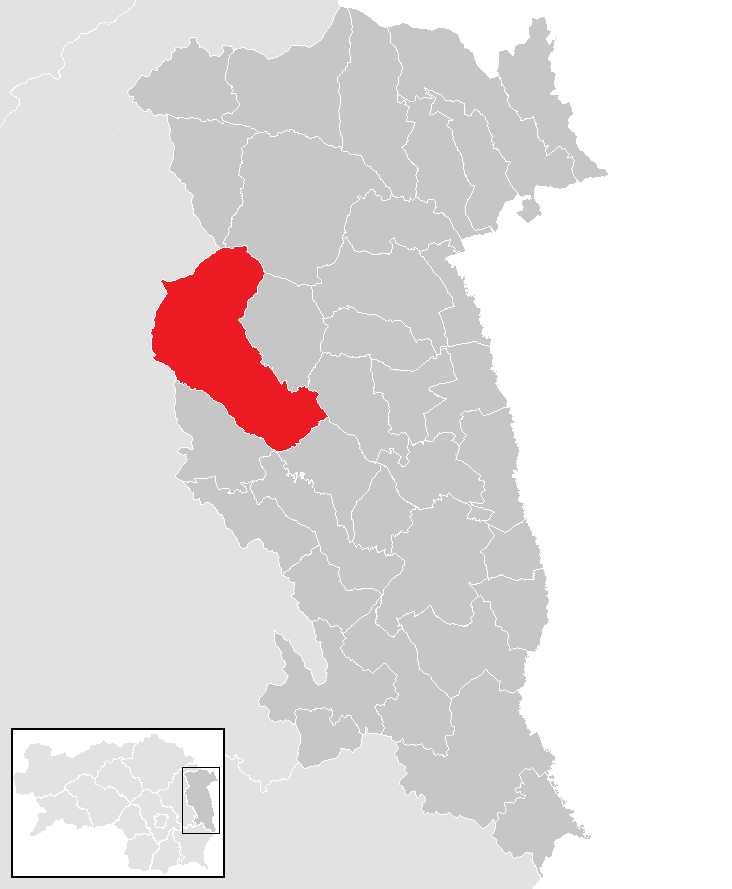
Pöllau a Hartberg-fürstenfeldi járásban

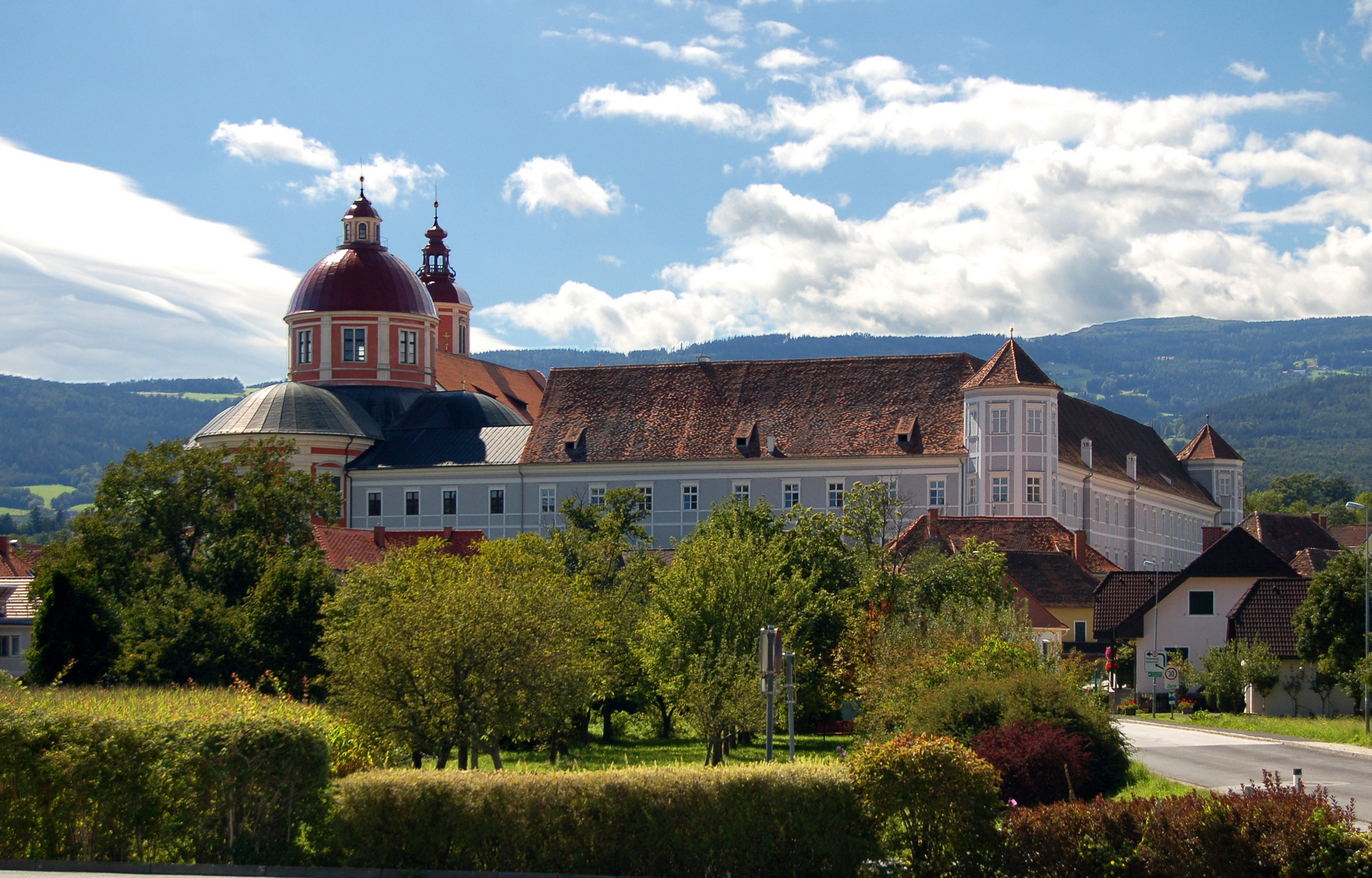
A pöllaui kastély (volt kolostor)

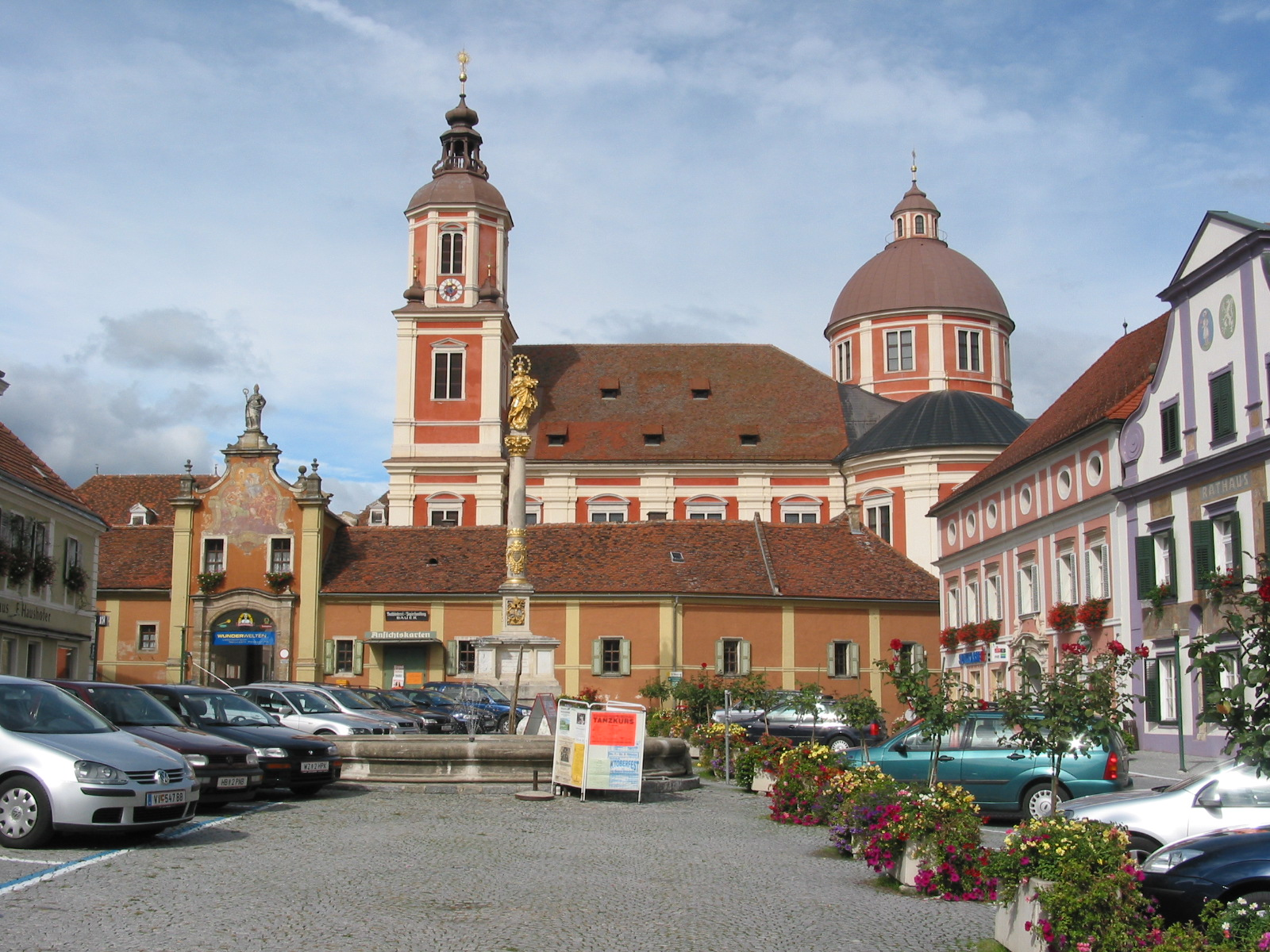
A főtér

Pöllau a Joglland dombságán fekszik, a Pöllaui Safen folyó mentén, kb. 11 km-re nyugatra a járási központ Hartbergtől és 55 km-re északkeletre Graztól. Egyéb jelentős folyóvizei a Saifen és a Prätisbach. Területe a Pöllauvölgyi natúrparkhoz tartozik. Az önkormányzat 9 települést egyesít (valamennyit a saját katasztrális községében):
- Hinteregg (490 lakos)
- Köppelreith (409)
- Obersaifen (820)
- Pöllau (2048)
- Prätis (546)
- Rabenwald (589)
- Schönau (385)
- Winkl-Boden (230)
- Winzendorf (497)

A környező önkormányzatok: északra Wenigzell, északkeletre Vorau, keletre Pöllauberg, délkeletre Hartberg Umgebung, délre Hartl, délnyugatra Stubenberg és Floing, nyugatra Anger és Birkfeld, északnyugatra Miesenbach bei Birkfeld. 	

## Története
Pöllau első írásos említése 1163-ból származik. Nevének jelentése "mező" vagy "széles völgy". A két kereskedőútvonal találkozásánál fekvő településen virágzott a kézművesség és kereskedelem. A 13. században tervszerűen kibővítették, főterének északi oldalát nem építették be, hanem ott kapcsolódott a pöllaui várhoz. 
Hans von Neuberg, a vár és a település birtokosa 1482-ben úgy végrendelkezett, hogy halála után az erődöt ágoston-rendi kolostorrá alakítsák át. Az apátságot sógora, Christoph von St. Georgen-Pösing alapította meg 1504-ben és még abban az évben az új apát és nyolc kanonok átköltözött a szomszédos Vorau kolostorából. 
1677-ben Michael Josef Maister apát elkezdte a kolostor hosszas átépítését, amely teljes mértékben csak 1779-ben fejeződött be az új apátsági templom főoltárának elkészültével. Alig hat évvel később II. József császár valamennyi kolostort felszámolta, köztük a pöllauit is, amelynek épületei és földbirtokai átkerültek az állam tulajdonába. A kolostor melletti falu időközben virágzó mezővárossá fejlődött, melynek gazdasága a kézművességen és kereskedelmen alapult. 
A 2015-ös stájerországi közigazgatási reform során a környező Rabenwald, Saifen-Boden, Schönegg bei Pöllau és Sonnhofen községeket Pöllauhoz csatolták.

## Lakosság
A pöllaui önkormányzat területén 2017 januárjában 6057 fő élt. A lakosságszám 2001-ben érte el a csúcspontját 6363 fővel, azóta csökkenő tendenciát mutat. 2015-ben a helybeliek 98,3%-a volt osztrák állampolgár; a külföldiek közül 0,5% a régi (2004 előtti), 0,8% az új EU-tagállamokból érkezett. 2001-ben a lakosok 95,7%-a római katolikusnak, 0,9% evangélikusnak, 1,7% pedig felekezet nélkülinek vallotta magát. Ugyanekkor 7 magyar élt a mezővárosban.

## Látnivalók
- a pöllaui kastély (volt kolostor)
- a Szt. Vitus plébánia- és apátsági templom Stájerország legnagyobb barokk temploma és az egyik legjelentősebb késő barokk építmény Kelet-Stájerországban. 1701-1709 között épült Joachim Carlone tervei alapján, freskóit Mathias von Görz készítette. A templom a római Szt. Péter-bazilika alaprajzát követi, kupolája is azéhoz hasonlít.
- a kastélyban található az echofizikai múzeum, amely a stájer származású Victor Franz Hess munkásságát mutatja be, aki a kozmikus sugárzás felfedezéséért kapott 1936-ban fizikai Nobel-díjat.

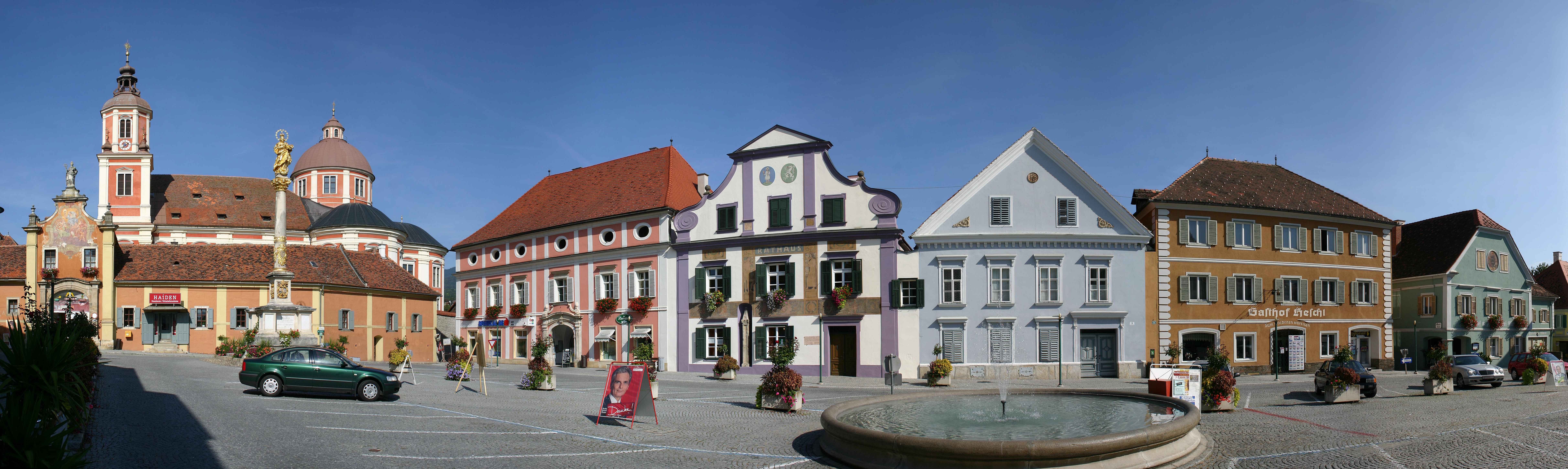
A főtér panorámája

- Peitl baba és játékmúzeum
- művészeti galéria
- Ferrari-múzeum
- a 16-17. századi városháza

## Fordítás
- Ez a szócikk részben vagy egészben  a   Pöllau (Steiermark) című német Wikipédia-szócikk ezen változatának fordításán alapul.  Az eredeti cikk szerkesztőit annak laptörténete sorolja fel. Ez a jelzés csupán a megfogalmazás eredetét és a szerzői jogokat jelzi, nem szolgál a cikkben szereplő információk forrásmegjelöléseként.